# دفنباخية سلطانية
دفنباخية سلطانية[بحاجة لمصدر] (الاسم العلمي:Dieffenbachia imperialis) هي نوع من النباتات يتبع جنس الدفنباخية من الفصيلة اللوفية.